# Sing Street
Sing Street é um filme de comédia-drama anglo-estadunidense-irlandês de 2016 dirigido e escrito por John Carney. Estrelado por Lucy Boynton, Maria Doyle Kennedy, Jack Reynor, Kelly Thornton e Ferdia Walsh-Peelo, teve sua primeira aparição no Festival de Cinema de Sundance em 24 de janeiro de 2016.

## Elenco
- Ferdia Walsh-Peelo - Conor "Cosmo" Lalor[2]
- Lucy Boynton - Raphina
- Jack Reynor - Brendan
- Aidan Gillen - Robert
- Maria Doyle Kennedy - Penny
- Kelly Thornton - Ann
- Ben Carolan - Darren
- Mark McKenna - Eamon
- Percy Chamburuka - Ngig
- Conor Hamilton - Larry
- Karl Rice - Garry
- Ian Kenny - Barry
- Don Wycherley - Brother Baxter
- Lydia McGuinness - Miss Dunne

## Prêmios e indicações
| Premiação                    | Categoria          | Indicação                                   | Resultado |
| ---------------------------- | ------------------ | ------------------------------------------- | --------- |
| Critics' Choice Awards       | Melhor canção      | "Drive it like you stole it", de Gary Clark | Indicado  |
| National Board of Review     | Top 10 Independent | Sing Street                                 | Venceu    |
| Atlanta Film Critics Society | Melhor canção      | "Drive it like you stole it", de Gary Clark | Venceu    |